# Покривник прибережний
Покривни́к прибережний  (Myrmoderus ruficauda) — вид горобцеподібних птахів родини сорокушових (Thamnophilidae). Ендемік Бразилії.

## Опис
Довжина птаха становить 14,5-15 см. У самців верхня частина тіла темно-оливково-коричнева, тім'я сірувате, спина поцяткована охристими плямами. Надхвістя і хвіст рудувато-каштанові, покривні пера крил чорнуваті з двома охристими смугами. Щоки, горло і груди чорні, живіт охристий, пера на шиї і грудях мають сірі краї. У самиць горло біле, груди білуваті, поцятковані чорними плямками, деякі пера на ній мають чорні краї. Лапи рожеві. Голос — швидка, висока трель, яка дещо прискорюється, а тон якої поступово знижується; також різкий крик «чіп».

## Підвиди
Виділяють два підвиди:
- M. r. soror (Pinto, 1940) — північний схід Бразилії (від Параїби до Алагоаса);
- M. r. ruficauda (Wied-Neuwied, M, 1831) — схід Бразилії (південний схід Баїї, крайній схід Мінас-Жерайса і Еспіріту-Санту).

## Поширення і екологія
Прибережні покривники мешкають на північно-східному і східному узбережжі Бразилії. Вони живуть у вологих і сухих атлантичних лісах з великою кількістю ліан, на висоті до 600 м над рівнем моря. Живляться безхребетними, яких шукають на землі. Представники номінативного підвиду гніздяться в жовтні-грудні. В кладці 2 яйця.

## Збереження
МСОП класифікує цей вид як такий, що перебуває під загрозою зникнення. За оцінками дослідників, популяція прибережних покривників становить від 600 до 17000 дорослих птахів. Їм загрожує знищення природного середовища.